# Short Stirling
Short Stirling var Storbritanniens första bombflygplan med fyra motorer. Även om det inte var lika stort som de största samtidiga amerikanska och sovjetiska bombflygplanen var det när det byggdes världens kraftfullaste bombflygplan och kunde ta mer last än något annat flygplan. Dess stora nackdel var den låga maxhöjden vilket gjorde det sårbart för luftvärnseld och det ersattes under mitten av andra världskriget av Avro Lancaster och Handley Page Halifax.

## Utveckling
Under större delen av 1930-talet var RAF inte intresserade av bombflygplan med fler än två motorer. Motorerna var de dyraste komponenterna i ett flygplan och produktionskapaciteten var begränsad. Det ledde till ett behov av extremt kraftfulla motorer för att uppnå önskad prestanda. År 1935 utfärdade Luftministeriet en specifikation på ett tvåmotorigt tungt bombflygplan. Prestandakraven gjorde att motorerna behövde vara på 2 000 hästkrafter eller mer, vilket ledde till problemtyngda konstruktioner som Avro Manchester. Året efter utfärdade man därför en ny specifikation på ett fyrmotorigt bombflygplan med ännu högre krav på prestanda. Eftersom många flygplanstillverkade hade händerna fulla med sina tvåmotoriga konstruktioner var det bara Supermarine och Short Brothers som lämnade in förslag. Supermarine 317 var favoriten, men den drabbades av tekniska problem och Supermarine fick i stället i uppgift att koncentrera alla sina resurser på att tillverka Spitfire. I stället blev det Shorts S.29 som fick klartecken från Luftdepartementet.
Shorts S.29 var baserad på flygbåten Short Sunderland och hade många delar gemensamt utom den båtformade underdelen av skrovet. Vingarna var också kortade till 30 meter för att få plats i existerande hangarer. Short Brothers valde att testa sin konstruktion genom att bygga Shorts S.31, ett provflygplan i skala 1:2 med fyra stycken Pobjoy Niagara 90 hk-motorer. Den flög första gången 19 september 1938 och den visade sig fungera bra. Enda nackdelen var en lång startsträcka som visade sig bero på att vingens anfallsvinkel var för låg när hjulen var i marken. I stället för att konstruera om vingarnas infästning valde man att lösa problemet på ett enklare sätt, nämligen att göra landningsställen längre.
Den första S.29:an premiärflög 14 maj 1939, men vid landningen låste sig bromsarna på det ena hjulet varvid landningsstället vek sig. Ingen blev skadad, men prototypen blev förstörd. Prototyp nummer två genomförde sin jungfruflygning 3 december 1939. Då hade andra världskriget redan brutit ut och produktionen var i full gång. Det första serieproducerade flygplanet rullade ut från fabriken i Rochester 7 maj 1940.
Den mest uppenbara punkten där flygplanet kunde förbättras var längre vingar vilket skulle ge både högre maxhöjd och längre räckvidd. Short Brothers lade fram flera sådana förslag bara för att få dem avvisade av RAF. År 1942 gick man i alla fall över till att producera den något förbättrade versionen Mk.III. Den hade lika långa vingar, men den hade starkare motorer och ett modernare kulsprutetorn på ryggen. För att möta hotet från flygplan utrustade med Schräge Musik monterades en rörlig kulspruta i hålet där de tidigare modellerna haft ett infällbart kulsprutetorn under magen. De tornen monterades bort i ett tidigt skede eftersom de erbjöd dålig sikt och dessutom hade en tendens att falla ner och slå i marken vid landning. En del flygplan fick en H2S-radar i en bula under magen i stället för kulsprutan.

## Användning

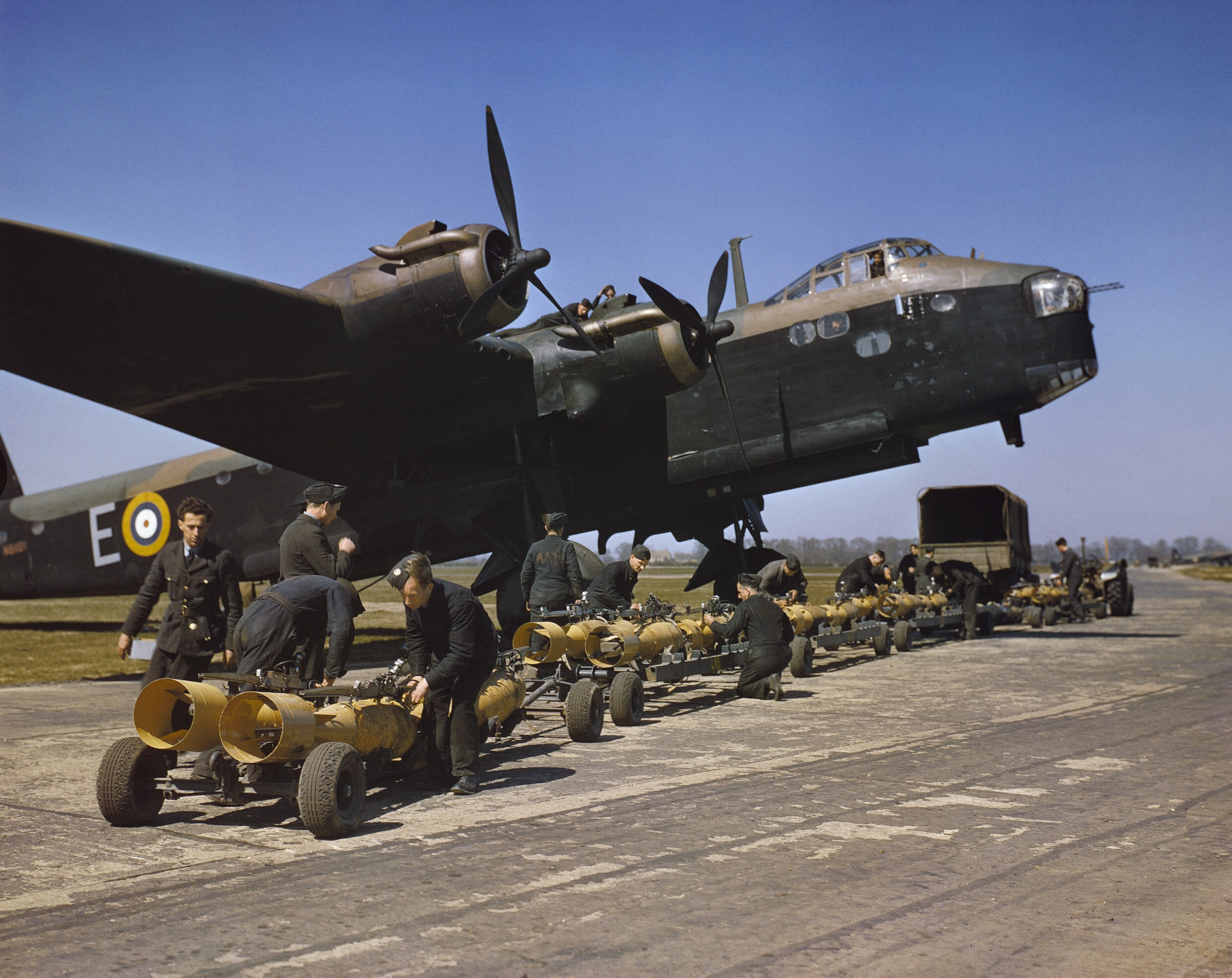
Sexton stycken 113 kg (250 lb) bomber på väg att lastas in i en Short Stirling, april 1942.

Under slaget om Storbritannien bombades Short Brothers farbrik i Rochester varvid flera Stirlings förstördes och fabriken skadades såpass att produktionen försenades med flera månader. Därför var det först 10 februari 1941 som Stirlings sattes in i strid första gången i ett anfall mot Tyska flottans bränsledepå i Rotterdam. Att vingarna kortats till 30 meter gjorde att flygplanen inte kunde stiga särskilt högt, många uppdrag genomfördes på bara 4 000 meters höjd, vilket gjorde dem sårbara för luftvärnseld. Under de första fem månaderna gick 67 av totalt 84 levererade flygplan förlorade. I synnerhet anfall mot mål i norra Italien var bekymmersamma då flygplanen var tvungna att flyga genom, snarare än över, Alperna. En annan nackdel var att sektionsindelningen av bombutrymmet gjorde att inga bomber tjockare än 48 cm (19 tum) fick plats. Att Stirling var fem meter längre än Lancaster och Halifax gav högre rodermoment vilket i kombination med den tjocka vingen gjorde flygplanet väldigt lättmanövrerat. Stirlingpiloterna märkte förtjust att de kunde utmanövrera de tyska nattjaktflygplanen Ju 88 och Me 110.
Från och med december 1943 slutade RAF att flyga bombuppdrag med Short Stirlings. I stället blev uppgifterna att fälla minor utanför tyska hamnar, bogsera lastglidflygplan samt fälla fallskärmsjägare och spioner med fallskärm. I synnerhet under invasionen av Normandie och operation Market Garden utgjorde Stirlings en viktig del av lufttransportförmågan.
Efter kriget såldes ett antal Stirlings till Egyptens flygvapen och även ett antal till Belgien där de byggdes om till passagerarflygplan. Idag finns inget flygplan bevarat, men en grupp entusiaster i England håller på att bygga en replika med många originaldelar som undgått skrotning.

## Varianter
Källor:
- Shorts S.31 – Provflygplan i skala 1:2. 1 byggd.
- Shorts S.29 – Prototyp. 2 byggda.
- Stirling Mk.I serie I – Första produktionsserien med infällbart kulsprutetorn under magen. 40 byggda.
- Stirling Mk.I serie II – Andra produktionsserien utan magtorn men med midjemonterade kulsprutor i stället. 40 byggda.
- Stirling Mk.I serie III – Tredje produktionsserien med starkare motorer och nytt ryggtorn. 676 byggda.
- Stirling Mk.II – Variant med Wright R-2600 Twin Cyclone-motorer tänkt att tillverkas i Kanada. 5 byggda.
- Stirling Mk.III – Förbättrad version med starkare motorer. 875 byggda plus 172 ombyggda.
- Stirling Mk.IV – Bogserflygplan utan beväpning i rygg- och nostornen. 577 byggda plus 143 ombyggda.
- Stirling Mk.V – Transportflygplan med stor lastlucka på styrbords sida och öppningsbar nos. 160 byggda.